# Maddison Moore
Maddison Moore, född 10 april 1995, är en brittisk taekwondoutövare. 

## Karriär
I juni 2023 vid europeiska spelen i Kraków-Małopolska tog Moore brons i 49 kg-klassen.